# Honvéd Koronaőrség
Honvéd Koronaőrség vagy a közhasználatban Koronaőrség a magyar Szent Koronának és egyéb koronázási és országos jelvényeknek őrzésére felállított önálló katonai alakulat. 1464-ben alapították meg a magyar királyi koronaőri tisztséget. Ez az intézmény az évszázadok alatt, egészen 1945-ig fennállt. 1945 és 2011 között nem volt koronaőrség, hanem többek között a Rendőrséghez tartozó Köztársasági Őrezred látta el a protokolláris és őrzési feladatokat. Ugyanakkor a koronaőri hagyományok megőrzését, újraélesztését 1991 és 2011 között a Magyar Koronaőrök Egyesülete látta el. Az Egyesület aktív szerepet vállalt a Honvéd Koronaőrség létrehozásáért folytatott munkálatokban, illetve létrehozásának szervezésében. A 2011-ben 20 éves Egyesület ünnepségén, az Egyesület munkájáról a Honvéd Koronaőrség parancsnoka elismerően nyilatkozott.
A Honvéd Díszzászlóaljjal és a Honvéd Palotaőrséggel együtt a MH vitéz Szurmay Sándor Budapest Helyőrség Dandár alá tartozó 32. Nemzeti Honvéd Díszegység része. E három egységnek a díszegyenruhája is összhangban van. Míg a Honvéd Koronaőrség fegyvernemi színe a skarlátvörös, így a Honvéd Díszzászlóalj fehér színű, illetve a Honvéd Palotaőrség palackzöld ékítményeivel együtt a nemzeti színeink köszönnek vissza.

## Története

### Vegyesházi királyok idején
Habsburg Albert király a koronát Visegrádon őriztette. Ekkor az uralkodó bizonyos mértékben a rendeket is bevonta a Szent Korona feletti kontrollba azzal, hogy nem kizárólag a király, hanem több főúr pecsétje alatt őrizték a koronát. Erzsébet királyné, Albert özvegye, az 1440. évben udvarhölgyével ellopatta a magyar Szent Koronát Visegrád várából, és csecsemő fia koronázására használta fel azt. Ezután a királyné a koronával Bécsbe menekült, ahol átadta azt Frigyes császárnak. Ez alatt Magyarországon a korona nélkül maradt magyar rendek királlyá választották I. Ulászlót, (1440 – 1444) akit egy Szent István fejereklyetartóról levett koronával koronáztak meg. A Szent Korona hiányát, és a rivális csecsemőkirály koronázását úgy próbálták ellensúlyozni, hogy 1440-ben egy díszes oklevelet bocsátottak ki, amelyben a csecsemőnek a rendek beleegyezése nélkül történt koronázását érvénytelennek mondták ki, a Szent Koronát pedig – mivel azt ellopták és illetéktelen kezekbe került – megpróbálták minden szentségétől és hatalmától megfosztottnak kimondani. Az okirat részletesen szabályozta az esetleg megkerülő Szent Korona, illetve az Ulászló koronázásakor használt új korona őrzésének rendjét is.
Az 1440 évben kiadott alkotmánylevél rendelkezései nem bizonyultak hosszú életűnek: az 1445. évi pesti országgyűlés I. Ulászló király halálát követően utólag érvényesnek fogadta el a csecsemő V. László koronázását, tovább erősítve ezzel a Szent Koronának a magyar királykoronázásban betöltött kizárólagos szerepét. Az országgyűlés ugyanakkor feltételként szabta meg III. Frigyes számára a Szent Korona azonnali visszaszolgáltatását. A magyarok ezt a kérésüket a következő évtized folyamán többször megismételték, a korona azonban Frigyes császárnál maradt. Eredményként csupán annyit sikerült elérni, hogy a császár a bécsújhelyi egyezségben kötelezettséget vállalt, amely szerint megfelelő kártérítés ellenében visszaszolgáltatja a Szent Koronát. Ennek az egyezménynek alapján indított útba egy küldöttséget III. Frigyeshez az 1458. évben a magyar rendek által királlyá választott Hunyadi Mátyás, a Szent Korona visszaszolgáltatását megsürgetendő. Figyelemre méltó, hogy Mátyás – ismerve és elfogadva a Szent Korona egyedüli érvényességét – meg sem kísérelte I. Ulászló mintájára más koronával pótolni a Szent Koronát, királlyá választása után hat évet várt a koronázásra. Végül 1463-ban 80000 magyar forint ellenében Frigyes visszaszolgáltatta a koronát. A korona hiányából fakadó problémákon okulva, Mátyás koronázását követően az 1464 évi II. törvény részletesen szabályozta a Szent Korona őrzésének körülményeit: a koronaőri teendőket a rendek által választott személyekre, a koronaőr főurakra kell bízni, az őrzés pedig a szokott helyen – Visegrádon – történjék. Az első, a koronaőri intézmény működési feltételeit szabályozó törvényt még több követi a század végéig: az 1492. évi törvény a visegrádi fellegvárat teljes egészében a koronaőrök kezébe adta, az 1498. és 1500. évi törvények pedig arról rendelkeztek, hogy koronaőrt a világi főurak és ne a főpapok közül válasszanak a rendek. 

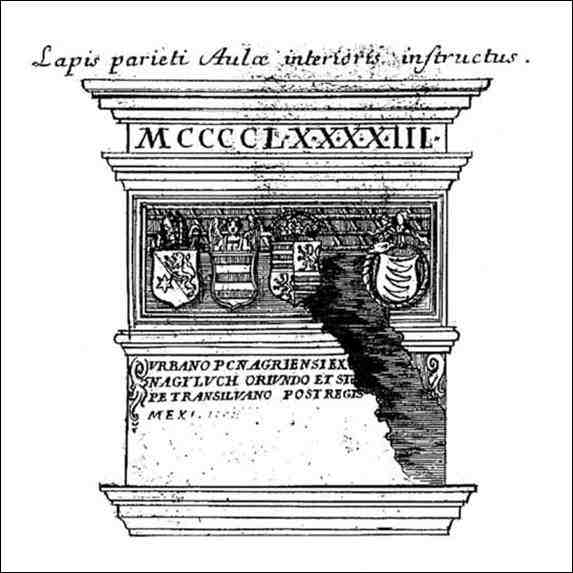
A koronaőrök címerével ellátott emléktábla a 15. századból, a visegrádi várból

### 1741-től 1909-ig
Őrszolgálaton kívül még a hivatalos istentiszteleteknél, országos ünnepélyeknél és az udvari fogadtatásoknál is mint díszőrséget alkalmazták. A szolgálat tekintetében a két magyar királyi koronaőr alatt állt, és a budapesti I. Honvéd kerületi parancsnokság útján a honvéd-főparancsnokságnak, ill. a Honvédelmi Minisztériumnak volt alárendelve.
Koronázási jelvényeink, különösen a magyar Szent Korona mindig különös védelmet élvezett. A Korona biztonságának legfőbb őrei a koronaőrök voltak. E magas méltóságok betöltői, a 16. századtól két személy, korántsem azonos a koronázási jelvények fegyveres őrségével. A Magyar Királyi Koronaőrséget 1751-ben hozták létre s több mint egy évszázadon át a császári reguláris hadseregből szerveződött. I. Ferenc József 1871. május 27-én kiadott elhatározása értelmében a koronaőrséget a magyar királyi honvédség állományából kellett megszervezni, s mint önálló csapattest a Honvédelmi Minisztérium hatáskörébe tartozott.
A koronaőrség 24 főből állt, ehhez tartozott még 5 fő küldönc és 2 fő polgári alkalmazott. A koronaőrség parancsnokát törzstiszti rangban – 1920 után – a kormányzó nevezte ki. Az utolsó parancsnok Pajtás Ernő ezredes volt, helyettese Vály István alezredes. A 24 fős koronaőrség kizárólag tiszthelyettesekből állt: 1 alhadnagy, 7 főtörzsőrmester és 16 törzsőrmester.
A Koronát a királyi várban őrizték az erre a célra épített páncélteremben, 1942-től azonban áthelyezték a 60 m mélyen épített kormányzói óvóhely egyik fülkéjébe. A koronázási jelvényeket 2–2 fő őrizte napi 24 órás szolgálatban.
A koronaőrség a második világháború végét követően, 1945-ben szűnt meg.

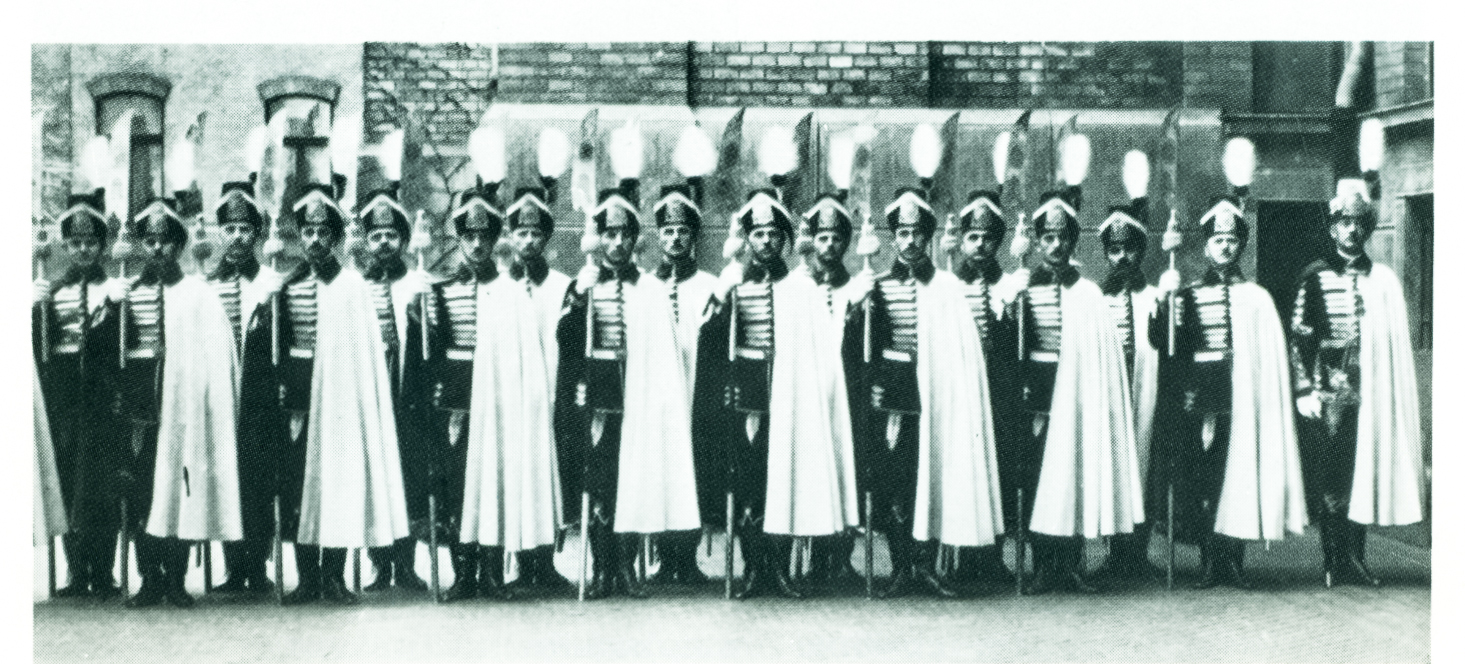
A koronaőrség díszöltözetben az 1930-as években

### A rendszerváltás után, a Magyar Koronaőrök Egyesülete megalakulása
Vitéz József koronaőr főhadnagy – a Szent Korona menekítésében 1944 végén, 1945 tavaszán részt vett koronaőr törzsőrmester – a rendszerváltás után határozta el, hogy hosszú évtizedek után feléleszti a koronaőrséget. Így a magyar királyi Koronaőrség még élő 9 tagjával (többek közt Kollát Ferenccel, Göndör Sándorral és Vaszari Józseffel) együtt hozta létre 1991 szeptember 19-én a Magyar Koronaőrök Egyesületét, mely a magyar Koronaőrség történelmi és katonai hagyományinak őrzésére, ápolására szerveződött.
Az alapító, Vitéz József elszántsága mindenképp kellett ahhoz, hogy az egykori koronaőrök emléke előtt méltán tisztelegjen az utókor, a háború utáni meghurcoltatásukat rehabilitáció, rendfokozatukban való posztumusz előléptetés kövesse.
Az 1909-ben rendszeresített tradicionális egyenruha szabásmintáinak felkutatása, az öltözetek, a csizmák újbóli elkészíttetése csak társadalmi szervezetek, magánszemélyek adományaiból valósulhatott meg. Ezek után az alapítás évében, az augusztusi budapesti Szent Jobb körmenet élén már ott lehetett négy, hagyományos egyenruhában díszelgő egyesületi koronaőr.
1991 és 2011 között ez a koronaőrség eszméjét ápoló egyesület látta el a díszelgő alakulat feladatait, országjáró missziót vállalva. Az Egyesület aktív szerepet vállalt a Honvéd Koronaőrség létrehozásáért folytatott munkálatokban, illetve létrehozásának szervezésében. Ezen feladatokat a Magyar Koronaőrök egyesülete, vitéz Vitéz József 1941 és 1945 között a Szent Korona mentésében is szerepet vállaló honvéd koronaőr törzsőrmester útmutatása és akarata szerint hajtotta végre. A 2011-ben 20 éves Egyesület ünnepségén, az Egyesület munkájáról a Honvéd Koronaőrség parancsnoka elismerően nyilatkozott.

## 2011, a Honvéd Koronaőrség újraalapítása
A koronaőrség újbóli felállítását nagyban elősegítette a Magyar Koronaőrök Egyesülete, mely elérte, hogy a rendszerváltást követő két évtizedben folyamatosan napirenden legyen ez az ügy. Az egyesület alapításakor vállalta,– ahogy azt Vitéz József végakaratában kívánta – a honvédség vegye át a királyság jelvényeinek őrzését és védelmét. Az újraalapításról a döntést a Szent Korona Testület 2010.  december 20-án hozta meg (a Szent Korona és a hozzátartozó drágaságok gondviseléséről szóló 1928. évi XXV. törvénycikket alapul véve). A honvéd koronaőrök felkészítésében a Magyar Koronaőrök Egyesülete is részt vett, törekedve a koronaőri erények továbbadására. 2011. május 30-án a Magyar Honvédség állományába tartozó Honvéd Koronaőrség – az újraéledő hagyományoknak köszönhetően – ünnepélyes keretek közt 66 év után ismét átvette a Szent Korona őrzését. Május 30-án az Országházban a jogfolytonosság okán ott lehettek a honvéd koronaőrök eskütételén.
2012. augusztus 20-ától a Szent Jobb augusztus 20-ai ünnepségen történő hordozása ismét a Koronaőrség feladatai közé tartozik, melyet utoljára 1944-ben hajtották végre a Magyar Királyi Koronaőrség tagjai.

### Viseletük
A Honvéd Koronaőrség viselete a „Tihany 1-es” díszegyenruha, amelyet különböző ékítmények díszítenek. A parolin látható a Szent Korona, mint fegyvernemi jelzés, karmazsinvörös mellzsinór, az aranyszínű gombokon és a díszőv csatján szintén megjelenik a Szent Korona, illetve egy speciális, csak a Honvéd Koronaőrségre jellemző, jobb zseb fölötti skarlátvörös melldísz található. A Szent Korona mellett díszőrséget ellátó koronaőrök felszereléséhez tartozik még egy 1861M gyalogos tiszti szablya.

### Honvéd Koronaőrség parancsnokai
| Parancsnok neve                                 | -tól/-ig                                  | Megjegyzés |  |
| ----------------------------------------------- | ----------------------------------------- | --- |  |
| Pajtás Ernő ezredes                             | 1938 – 1945                               | |  |
| nincs                                           | 1945 – 2011                               | 1464 óta először nem volt koronaőrség, hanem többek között a Rendőrséghez tartozó Köztársasági Őrezred őrizte a Koronát. |  |
| Kun Szabó István ezredes (jelenleg vezérőrnagy) | 2011. május 30. – 2011. augusztus 1.      | A Köztársasági Elnök főhadsegédje.                                                                                       |  |
| Ádám Barnabás ezredes                           | 2011. augusztus 1. – 2022. szeptember 15. | forrás: |  |
| Dr. Szolcsánszky Márton alezredes               | 2022.szeptember 15 – 2023. május 31.      | |  |
| Roxin István őrnagy                             | 2023. június 1-                           | |  |